# 매직 버스 (스튜디오)

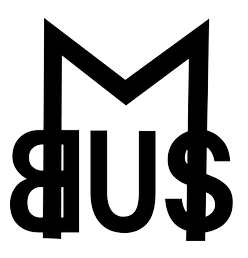

매직 버스(Magic Bus, Inc., 株式会社 マジックバス, Kabushiki-gaisha Majikku Basu)는 일본 도쿄 니시도쿄에 본사를 둔 일본의 애니메이션 스튜디오이다. 이 회사는 1972년 4월 프로듀서이자 감독인 데자키 사토시에 의해 설립되었으며 스튜디오의 첫 번째 작품은 1977년 신 거인의 별(Shin Kyojin no Hoshi)이었다. 이후 매직 버스는 주로 다른 애니메이션 스튜디오의 애니메이션 하청업체가 되었다.

## 텔레비전 작품
- 미소의 세상
- 멋지다! 마사루
- Go! Go! 다섯 쌍둥이
- 아빠도, 하고 싶어
- 요괴워치!
- 전생귀족의 이세계 모험록 ~자중을 모르는 신들의 사도~

## 영화
- 11인이 있다!